# Arabis georgiana
Arabis georgiana är en korsblommig växtart som beskrevs av Harper. Arabis georgiana ingår i släktet travar, och familjen korsblommiga växter. Inga underarter finns listade i Catalogue of Life.